# 듀보거친털쥐
듀보거친털쥐(Neacomys dubosti)는 비단털쥐과 거친털쥐속에 속하는 설치류이다. 프랑스령 기아나와 수리남 남동부, 브라질 아마파주 근처 지역에서 발견된다. 2001년 기아나거친털쥐에서 분리되어 별도의 종으로 분리되었다.